# Andrej Ivanovics Jerjomenko
Andrej Ivanovics Jerjomenko (oroszul: Андре́й Ива́нович Ерёменко) (Markovka, Orosz Birodalom, 1892. október 14. – Moszkva, 1970. november 19.) szovjet parancsnok, a Szovjetunió marsallja (1955. március 11.). Hosszú és nem túl egyenletes karriert futott be a második világháborúban, melynek során több front és hadsereg élén állt, mint a Vörös Hadsereg bármelyik tábornoka, kivéve talán M. M. Popovot. Kiváló taktikai érzéke volt, de a Vörös Hadsereg legkiválóbb támadó parancsnokai, Zsukov, Konyev és Rokosszovszkij mellett háttérbe szorult.

## Ifjúkora
Parasztcsaládban született Harkov környékén, a mai Ukrajna területén. 1913-ban besorozták a cári hadseregbe, az első világháborúban a délnyugati és a román fronton harcolt, majd 1918-tól a Vörös Hadsereg soraiba tartozott. Az oroszországi polgárháborúban egy ezredparancsnok segédtisztje és egy lovasdandár törzsfőnöke volt. 1919 és 1928 között a 14. lovashadosztályban voltak különböző beosztásai. 1929 után előbb egy lovasezred, majd egy lovashadosztály élén állt, aztán egy lovas- és egy gépesített hadtest parancsnoka lett. 1940-ben az 1. Vörös Zászló Hadsereg élére nevezték ki (a hadsereg ekkor a Távol-Keleten állomásozott. 1935-ben elvégezte a Frunze Katonai Akadémiát.

## Szerepe a második világháborúban
Amikor 1941 júniusában a Barbarossa hadművelet megkezdődött, a Bajkálontúli Katonai Körzet parancsnoka volt. Nyolc nappal az invázió kezdete után érkezett meg Moszkvába a honvédelmi népbiztos, Tyimosenko marsall hívására. Tyimosenko a Nyugati Front parancsnokává nevezte ki Pavlov hadseregtábornok helyére (akit letartóztattak és nemsokára kivégeztek). Ez a beosztás ebben a pillanatban talán a legfontosabb volt a Vörös Hadseregben, mivel a front gyakorlatilag megsemmisült a német invázió utáni napokban és Szmolenszk körzetének védelmére alig maradt valaki. Jerjomenko nem tudott javítani a helyzeten, mivel nem kapott tartalékokat. Pár nap múlva Tyimosenko vette át a Nyugati Front parancsnokságát, őt a helyettesévé nevezték ki. A szmolenszki csatában megsebesült.
Nemsokára újabb parancsnoki beosztást kapott: a középső irányban tevékenykedő Brjanszki Front csapatainak vezetésével bízták meg. A front fő feladata Guderian 2. páncéloscsoportjának szétverése lett volna – amit Jerjomenko nagy önbizalommal megígért Sztálinnak. A rosszul felszerelt, sietve megszervezett hadseregeknek erre nem volt esélyük. A 2. páncéloscsoport részt vett Kijev bekerítésében, ahol a németek 650 000 oroszt ejtettek foglyul.
Októberben a németek megindították a Tájfun hadműveletet, melynek célja Moszkva elfoglalása volt. A Brjanszki Frontot nagy küzdelemben visszaszorították kelet felé. 13-án Jerjomenko ismét megsebesült, ezúttal súlyosan. Két hónapig egy moszkvai katonai kórházban gyógyult, majd decemberben az Északnyugati Front 4. csapásmérő hadserege élére állították. Ebben a beosztásban vett részt Zsukov moszkvai ellentámadásában. Január 20-án újra megsebesült, de addig nem volt hajlandó visszatérni a kórházba, amíg alakulatai végre nem hajtották a rájuk bízott hadműveletet.
1942. augusztus 1-jén Sztálin a Délkeleti Front parancsnokává nevezte ki. Az oroszok a májusi Harkov visszafoglalására irányuló elsietett támadás következtében nagyon meggyengültek ebben a szektorban. Sztálingrád helyzete augusztusban menthetetlennek tűnt, mivel a hátországban még csak elkezdtek gyülekezni azok a hadseregek, amelyeket az orosz hadvezetés a novemberi ellenoffenzívában akart bevetni. Jerjomenko nem túl sok tartalékot tudott összekaparni a várost védő 62. hadsereg számára, amelynek élén szeptember 11-én Csujkov tábornok váltotta Lopatyint. 28-án a Délkeleti Frontot Sztálingrádi Frontra nevezték át. Csujkov hadseregének több ízben sikerült megkapaszkodnia a Volga nyugati partján, de október végén már csak olyan vékony – száz méteres – szakasz volt az övék, hogy több – bármilyen rövid – stratégiai visszavonulásra nem maradt lehetőségük.
November 19-én az orosz hadvezetés megindította ellentámadását a sztálingrádi német 6. hadsereg túl hosszúra nyúlt szárnyait fedező nagyrészt román és olasz alakulatok ellen. Jerjomenko hadseregei november 20-án lendültek támadásba. 23-án Kalacsnál találkoztak a Doni Front alakulataival és bekerítették Paulus hadseregét. A következő hónapban a szovjetek visszaverték Manstein tábornagy 4. páncéloshadseregét, amelyet Hitler Paulus csapatainak kimentésével bízott meg. Január 1-jén a Sztálingrádi Front új neve Déli Front lett. A „Gyűrű” hadműveletet Sztálin végül a Doni Front parancsnokára, Rokosszovszkijra bízta, bár Zsukov úgy gondolta, Jerjomenko megsértődhet, hogy így döntöttek. Jerjomenko csakugyan megsértődött, mert úgy érezte, igazság szerint neki járna ez a megbízás, elvégre ő volt a Sztálingrádi Front parancsnoka, de Sztálin nem volt hajlandó meghallgatni a tiltakozását.
Márciusban a Kalinyini Front (a későbbi 1. Balti Front) parancsnokává nevezték ki, ahol szeptemberig nem sok minden történt, akkor Jerjomenko kis, de sikeres offenzívát indított Vityebszktől északra a 4. hadsereg (Heinrici) által védett arcvonalszakasz északi része ellen. Novemberben Bagramjan került a helyére, Jerjomenko az Önálló Tengermelléki Hadsereg parancsnoka lett. A hadsereg feladata a Krím visszafoglalása volt (Tolbuhin 4. Ukrán Frontjával együttműködésben). Áprilisban két találkozó irányú csapással felszabadították a félszigetet, noha Hitler ragaszkodott hozzá, hogy a védők mindenáron tartsanak ki. Ezután újra északra küldték, ahol Popovot váltotta a 2. Balti Front élén. A nyári hadjárat során a front több részleges sikert aratott, többek között részt vett Riga visszafoglalásában is, majd az 1. Balti Fronttal együttműködésben beszorította a Kurland-félszigetre az Észak hadseregcsoportot. 1945. március 26-án a 4. Ukrán Front parancsnoka lett, beosztását a háború végéig megtartotta. Részt vett Kelet-Magyarország, majd Csehszlovákia elfoglalásában. (Sztálin állítólag megígérte neki, hogy ha elfoglalja Prágát, előléptetik marsallá. A cseh fővárost végül Konyev marsall foglalta el.)

## A háború után
1945. augusztus 25-én a Kárpáti Katonai Körzet parancsnoka lett. 1946 októberéig töltötte be ezt a posztot, akkor átkerült a Nyugat-Szibériai Katonai Körzetbe. 1953 és 1958 között az Észak-Kaukázusi Katonai Körzet parancsnoka volt. 1955. március 11-én öt másik tábornokkal együtt a Szovjetunió marsalljává léptették elő. 1958-ban visszavonult a katonai szolgálattól.
Emlékiratait több kötetben publikálta (magyarul egyik sem elérhető). A hadtörténészek ezeket meglehetősen megbízhatatlannak tartják. A bennük előforduló állítások közül többről bebizonyosodott azóta, hogy teljesen légből kapottak. Sztálingrád című könyvében (1962-ben jelent meg) például nagyon leértékelte Zsukov és Vaszilevszkij tevékenységét, egyúttal felnagyította a maga és a regnáló pártfőtitkár, Hruscsov szerepét a város védelmében. Zsukov ezzel kapcsolatos kérdésére válaszolva azzal magyarázta eljárását, már Hruscsov bukása után, hogy a pártfőtitkár kötelezte arra, hogy kisebbítse emlékirataiban Zsukov szerepét.